# Aleksandar Ješić
Aleksandar Ješić (Kirin Serbia: Александар Јешић; sinh 13 tháng 9 năm 1994) là một tiền vệ bóng đá Serbia thi đấu cho Voždovac.